# Chromonephthea rotunda
Chromonephthea rotunda is een zachte koraalsoort uit de familie Nephtheidae. De koraalsoort komt uit het geslacht Chromonephthea. Chromonephthea rotunda werd in 2005 voor het eerst wetenschappelijk beschreven door van Ofwegen. 